# Bothriechis schlegelii
Bothriechis schlegelii és una espècie de serp verinosa que es troba a Amèrica Central i Sud-amèrica. Petita i arbòria, es caracteritza per la seva àmplia gamma de variants de color, així com per una espècie de “banyes” situades sobre els ulls. Deu el seu nom al zoòleg lemany Hermann Schlegel. No han estat reconegudes subespècies.

## Descripció
És una espècie relativament petita, que rarament supera els 75 cm de longitud. Les femelles solen ser més llargues que els mascles. Posseeixen un cap triangular, amb ulls de pupil·les verticals.

## Hàbitat
Prefereix àrees tropicals de dens fullatge, en zones properes a fonts d'aigua.

## Comportament
Com altres espècimens del gènere Bothriechis, aquesta espècie és arbòria. Principalment nocturna, s'alimenta de petits rosegadors, granotes, colobres i petits ocells. No és una serp agressiva, però no dubta a atacar si és molestada.